# 卡羅林海崖
卡羅林海崖（英語：Caroline Bluff），是南極洲的海崖，位於南設得蘭群島的喬治王島，處於諾斯角東南面2公里，在1921年由蘇格蘭的地質學家命名，現時由南極條約體系管理。